# رشيد كوربانوف
رشيد كوربانوف هو مصارع رياضي أوزبكستاني، ولد في 16 فبراير 1987 في محج قلعة في روسيا.

## وصلات خارجية
- رشيد كوربانوف على موقع قاعدة بيانات المصارعة الدولية (الإنجليزية)